# Morgan-Dollar

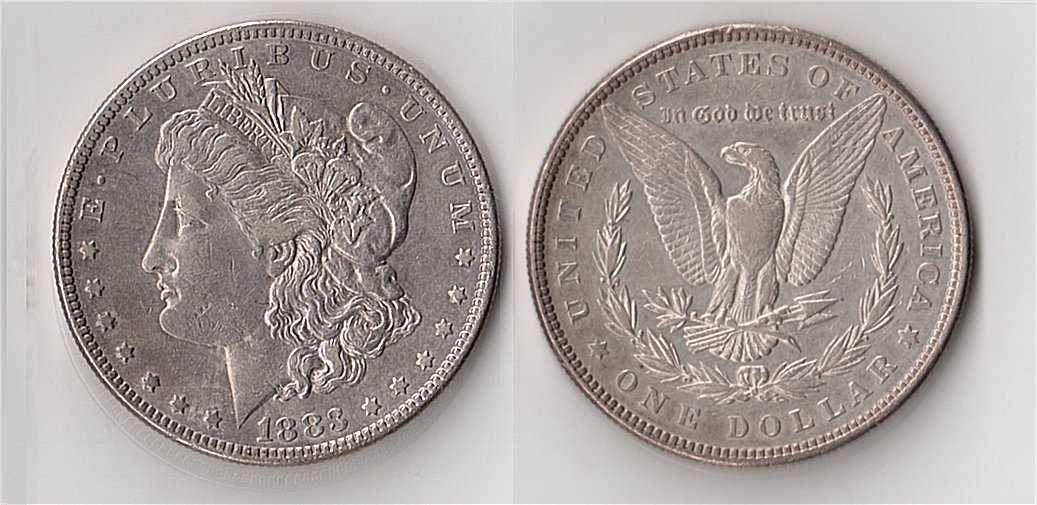
Silberner Morgan-Dollar von 1883

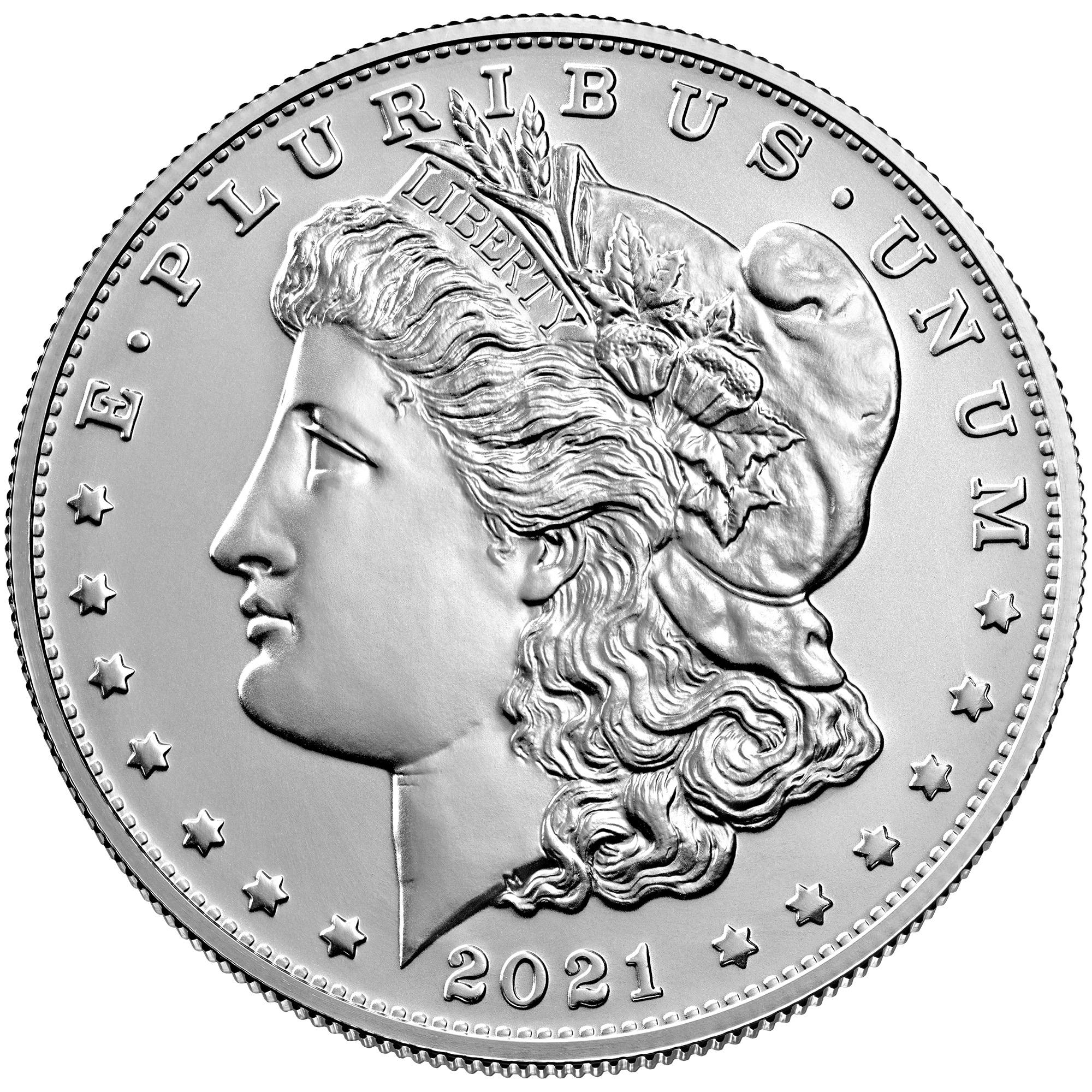
2021 Morgan Commemorative Dollar Obverse

Der Morgan-Dollar ist eine 1-US-Dollar-Münze aus Silber (900/1000 fein, 26,7g, 38,1mm), die von 1878 bis 1904 und dann noch einmal 1921 geprägt wurde. Die Bezeichnung Morgan-Dollar geht auf den Medailleur Morgan zurück. Morgan schuf das Bildnis der Freiheitsgöttin, das die Münze charakterisiert und an griechischen Vorbildern angelehnt ist. Der Halsabschnitt der Freiheitsgöttin ist mit einem M signiert (Morgan).
Die 1-Dollar-Münzen aus Silber wurden seit 1794 geprägt. Es begann mit den Flowing Hair Silver Dollars, die Miss Liberty mit wehendem Haar zeigen (1794–1803). Diese Münzen sind heute außerordentlich selten und extrem wertvoll. 2013 wurde in den USA eine 1-Dollar-Münze „flowing hair“ aus dem Jahre 1794 für mehr als 10 Millionen US-Dollar versteigert. Nach einer zweiten Prägeperiode von 1840 bis 1873 folgte von 1878 bis 1904 bzw. 1921 der Morgan-Dollar. An diesen schließt sich 1921 der Peace-Dollar (bis 1935) an.
Nachdem in den Jahren zuvor nur Dollar-Silbermünzen für den Außenhandel geprägt worden waren (Handelsdollar mit freier Prägung), brachte die Blandbill vom 11. Februar 1878 die Wende. Es herrschten damals fallende Silberpreise, die Skandinavischen Länder und das Deutsche Reich waren zum Goldstandard übergegangen. In den USA herrschte offiziell Bimetallismus. Das neue Gesetz schrieb vor, dass in jedem Monat 2–4 Millionen ganze Dollar-Münzen aus Silber (900/1000 fein) zu prägen seien. Gegenüber dem Golddollar waren die Münzen überbewertet, wurden daher im Ausland mit einem Disagio gehandelt. Innerhalb der USA führte der Bedarf an Zahlungsmitteln jedoch dazu, dass sich der Bimetallismus bei einem impliziten Wertverhältnis von Gold zu Silber von 15,5 halten konnte.
1884 führten die hohen Ausprägungen jedoch dazu, dass die Münzen auch heimisch nicht mehr abgesetzt werden konnten. Auf Grundlage der Shermanbill wurden ab 1890 zur Stützung des weiter fallenden Silberpreises weitere große Silbermengen von US-amerikanischen Minen aufgekauft und in den kommenden Jahren ausgemünzt. Der Silberankauf wurde 1893 eingestellt. Dem Staat entstand bis 1894 ein Schaden von über 450 Mio. Dollar, da das Silber zu teuer eingekauft und die davon geprägten Morgan-Dollar erst bis 1904 ausgegeben wurden. Dann endete zunächst die Prägung von Morgan-Dollars. 1921 kam es kurzzeitig nochmals zur Prägung der Münze, ebenso dann nochmals 2021.

## Münzstättezeichen
- ohne (Philadelphia)
- CC (Carson City)
- S (San Francisco)
- O (New Orleans)
- D (Denver)

Die Münzstättezeichen befinden sich auf der Rückseite, unmittelbar über „DO“ von DOLLAR.

## Quelle
- Friedrich von Schrötter, Nikolaus Bauer, Kurt Regling, Arthur Suhle, Richard Vasmer, Julius Wilcke (Hrsg.): Wörterbuch der Münzkunde. de Gruyter, Berlin u. a. 1930 (2., unveränderter Nachdruck. 1970), S. 151.